# Liste der Monuments historiques in Sévigny-Waleppe
Die Liste der Monuments historiques in Sévigny-Waleppe führt die Monuments historiques in der französischen Gemeinde Sévigny-Waleppe auf.

## Liste der Immobilien
| Bezeichnung   | Beschreibung            | Standort                 | Kennzeichnung | Schutzstatus | Datum | Bild           |
| ------------- | ----------------------- | ------------------------ | ------------- | ------------ | ----- | -------------- |
| Kirche St-Leu | aus dem 13. Jahrhundert | Place de l’Église (Lage) | PA00135303    | Inscrit      | 195   | weitere Bilder |

## Liste der Objekte
| Bezeichnung                                    | Beschreibung | Standort                                            | Kennzeichnung | Schutzstatus | Datum | Bild |
| ---------------------------------------------- | --- | --------------------------------------------------- | ------------- | ------------ | ----- | ---- |
| Josephsaltar                                   | rechter Seitenaltar; Altartisch, Tabernakel und Retabel; Holz und Stuck, farbig gefasst, 18. Jahrhundert; aus der Schlosskapelle   | in der Kirche St-Leu (Lage)                         | PM08001249    | Inscrit      | 1988  |      |
| Gemälde Triumph des Glaubens                   | Altarbild des Hauptaltars; Ölfarbe auf Leinwand, 18. Jahrhundert, Jacques Wilbault zugeschrieben                                   | in der Kirche St-Leu (Lage)                         | PM08000525    | Classé       | 1908  |      |
| Lupus-von-Troyes-Altar                         | im südlichen Querschiff; Altartisch, Retabel, Gemälde und zwei Skulpturen; Holz und Stuck, farbig gefasst, Metall, bezeichnet 1687 | in der Kirche St-Leu (Lage)                         | PM08001247    | Inscrit      | 1988  |      |
| Linker Seitenaltar                             | Holz, farbig gefasst, vor 1783 | in der Kirche St-Leu (Lage)                         | PM08001248    | Inscrit      | 1988  |      |
| Skulptur Der heilige Georg besiegt den Drachen | Stein, 16. Jahrhundert | in der Kirche St-Leu (Lage)                         | PM08000526    | Classé       | 1929  |      |
| Tür                                            | Holz, Schmiedeeisen, 13. Jahrhundert; aus dem Schloss von Nizy-le-Comte                                                            | 8 rue du Moulin, an der ehemaligen Windmühle (Lage) | PM08000527    | Classé       | 1908  |      |
| Kredenz                                        | Holz, bemalt, Marmor, 18. Jahrhundert                                                                                              | in der Kirche St-Leu (Lage)                         | PM08001250    | Inscrit      | 1988  |      |